# Ammopelmatus muwu
Ammopelmatus muwu là một loài côn trùng thuộc họ Stenopelmatidae. Đây là loài đặc hữu của Hoa Kỳ.